# الستربو
الستربو (به سوئدی: Alsterbro) یک سکونتگاه مسکونی در سوئد است که در استان کالمار واقع شده‌است.

## خصوصیات
الستربو ۰٫۸۸ کیلومترمربع مساحت و ۴۲۲ نفر جمعیت دارد.